# ワナ・マウン・ルイン
ウ・ワナ・マウン・ルイン（ビルマ語: ဦးဝဏ္ဏမောင်လွင် U Wunna Maung Lwin、英語: Wunna Maung Lwin、1952年5月30日 - ）は、ミャンマーの軍人、政治家、外交官。2011年3月から2016年3月および2021年2月から2023年2月まで、外務大臣を務めた。

## 誕生
ワナ・マウン・ルインはモン州タトンで生まれた。彼の父マウン・ルイン中佐は、ビルマ社会主義計画党政権下の1969年から1970年にかけて外務大臣であった。

## 経歴
1971年、ミャンマー国軍士官学校（DSA）16期生として卒業。1971年から1998年にかけて、国軍で長らく軍人として奉公した。退役後は、1998年7月から2000年9月まで国境省局長を務めた後、2000年に外交畑に転じる。
2000年から2001年にかけて在イスラエル大使、2001年から2004年にかけて在フランス大使、2004年から2007年にかけて在ベルギー大使兼欧州連合（EU）大使、2007年から2011年にかけて在ジュネーブ国連大使を歴任した。
軍人出身の大統領が執政するテイン・セイン政権およびミン・アウン・フライン政権で外務大臣。